# Эрнандес, Хосе Морено
Хосе́ Море́но Эрна́ндес (англ. Jose Moreno Hernandez; род. 1962) — астронавт НАСА. Совершил один космический полёт на шаттле STS-128 (2009, «Дискавери»), инженер.

## Личные данные и образование

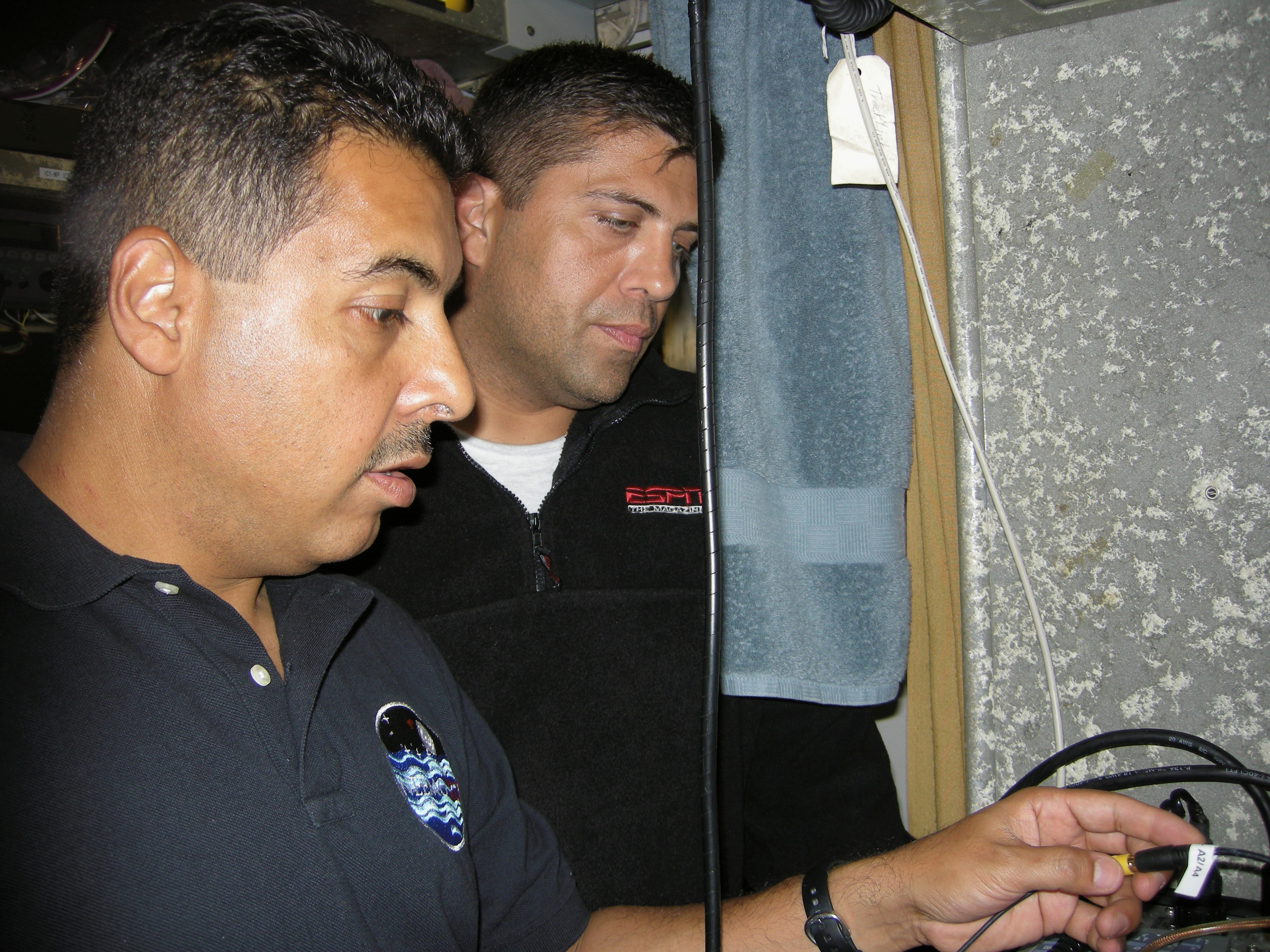
На тренировке, Эрнандес слева

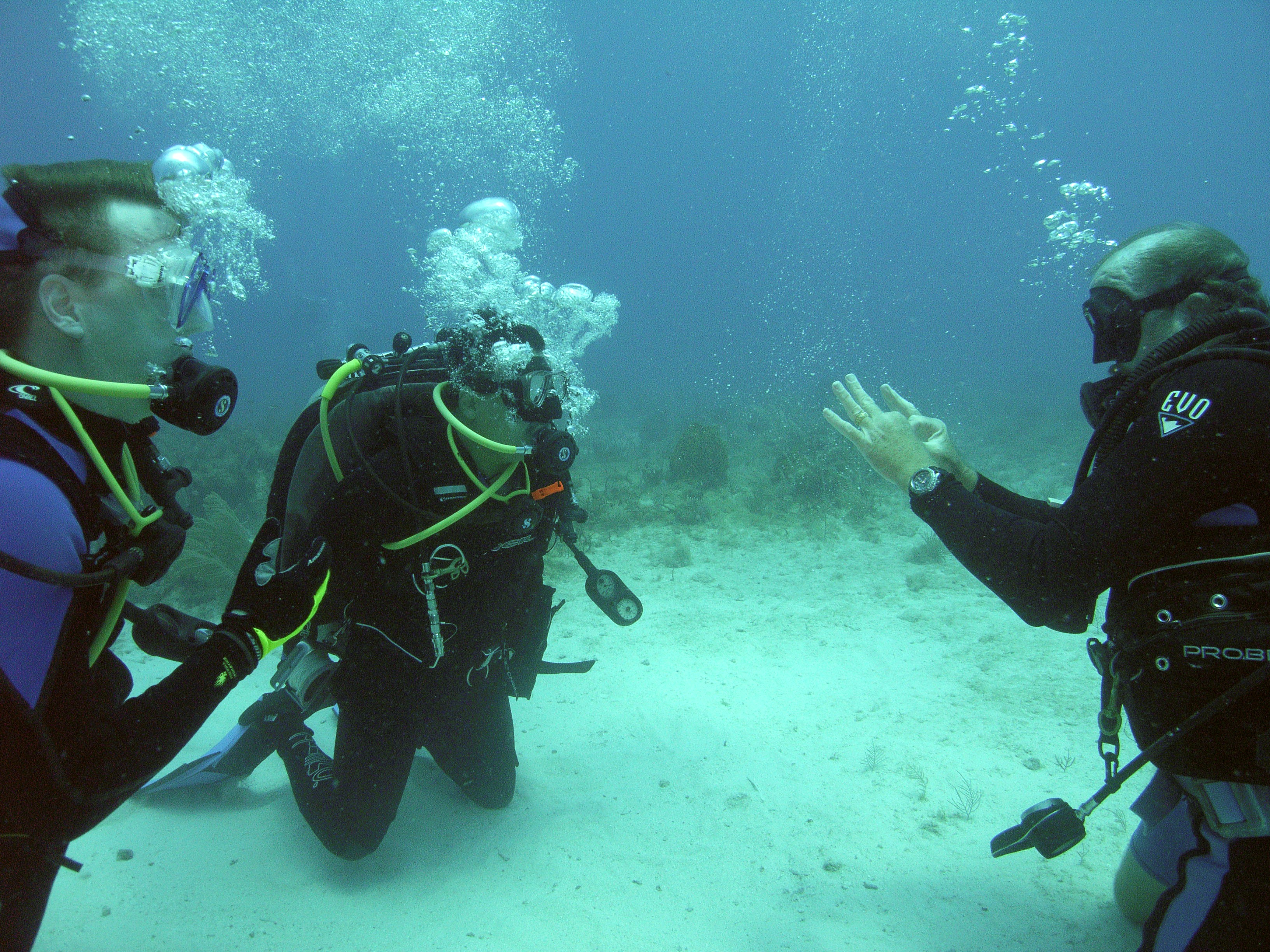
На тренировке, май 2007 года, Эрнандес в центре

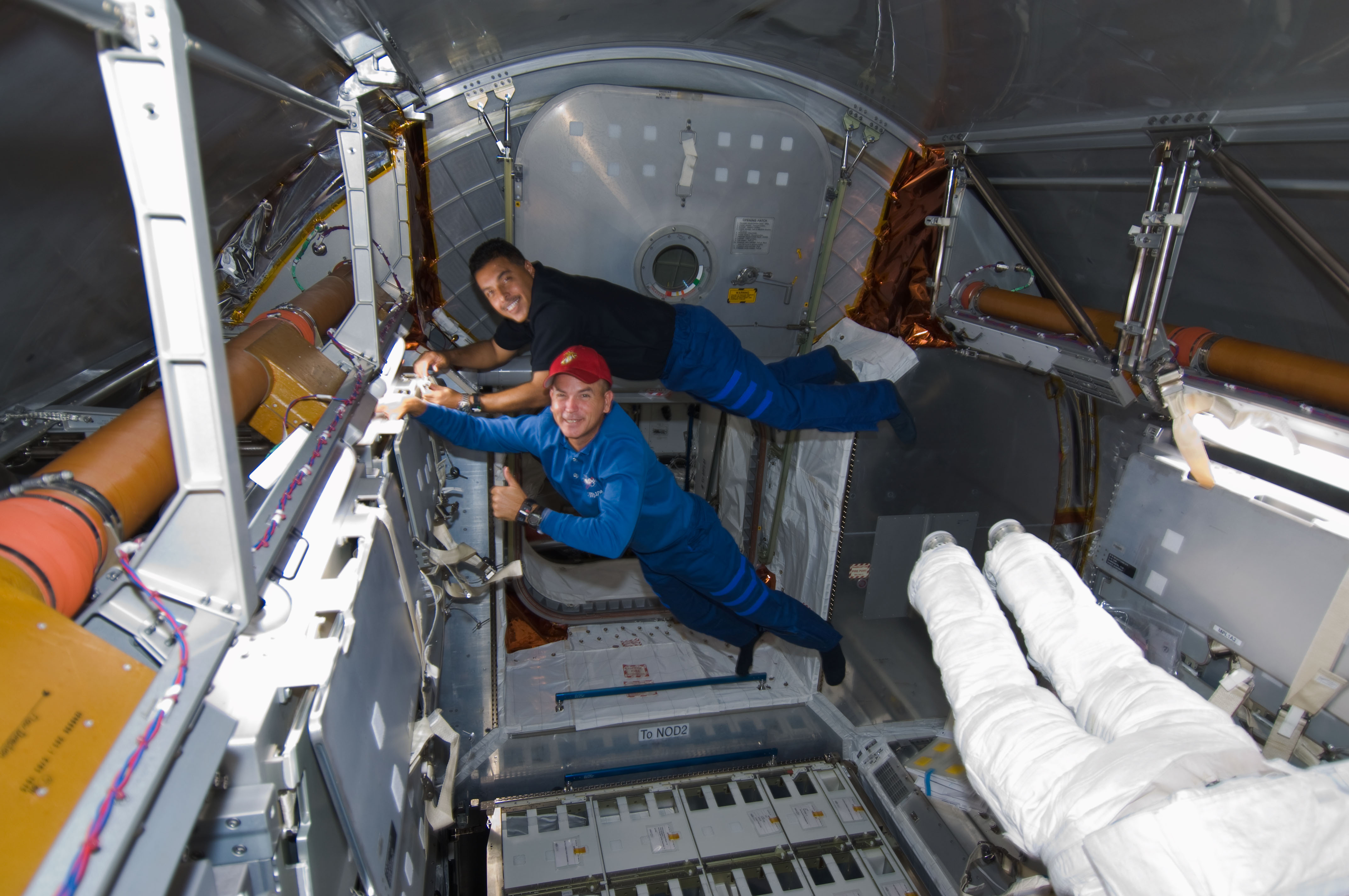
На тренировке, Эрнандес сверху

Хосе Эрнандес родился 7 августа 1962 года в городе Френч-Кэмп, штат Калифорния, но своим родным считает в городе Стоктон, штат Калифорния, где в 1980 году окончил среднюю школу. В 1984 году получил степень бакалавра (с отличием), в области электротехники в Тихоокеанском университете. В 1986 году получил степень магистра, в области электротехники в Калифорнийском университете в Санта-Барбаре.
Эрнандес — один из четырёх детей в семье мигрантов из Мексики, занимались сельским хозяйством. Эрнандес до 12 лет не знал английского языка. Большую часть своего детства провел, как он сам говорит, в «изучении карты Калифорнии». Каждый март вместе с семьей он выезжал из Мексики в южную Калифорнию, затем, следуя за сезонной работой, по определённому маршруту, к ноябрю перемещался на север в район города Стоктон, собирая клубнику и огурцы на фермах. Затем, к Рождеству, семья возвращалась в Мексику, и с весны цикл начинался снова. Эрнандес женат, имеет пятерых детей. В течение нескольких лет, его жена, Адель, имела мексиканский ресторан недалеко от Космического центра имени Джонсона, который назывался «Tierra Luna Grill», что в переводе с испанского значит «Гриль Земля-Луна»..

## До НАСА
В 1987 году начинает работать в Ливерморской национальной лаборатории, где он работал от Колледжа. В начале 1990-х годов, его работы в Ливерморской лаборатории привели к разработке первого цифрового маммографа, с системой формирования изображения, инструмента для раннего выявления рака молочной железы..

## Подготовка к космическим полётам
6 мая 2004 года был зачислен в отряд НАСА в составе девятнадцатого набора, кандидатом в астронавты. С августа 1998 года стал проходить обучение по курсу Общекосмической подготовки (ОКП). По окончании курса, в августе 1999 года получил квалификацию «специалист полёта» и назначение в Офис астронавтов НАСА. В последнее время работал в качестве инженера НАСА в Центре космических исследований имени Джонсона, в Хьюстоне, штат Техас, занимался решением некоторых технических вопросов при полётах Спейс шаттлов к Международной космической станции (МКС).

## Полёты в космос
- Первый полёт — STS-128[3], шаттл «Дискавери». C 29 августа по 12 сентября 2009 года в качестве «специалист полёта». Цель полёта: доставка научного оборудования, материалов и запасных частей для продолжения жизнедеятельности Международной космической станции. Замена одного члена долговременного экипажа МКС. Доставка научного оборудования в транспортном модуле «Леонардо». Модуль «Леонардо» совершил шестой полёт к МКС. Во время выходов в открытый космос совершена замена экспериментальных образцов, которые экспонировались на внешней поверхности европейского исследовательского модуля «Коламбус». Во время выходов в открытый космос астронавты заменили бак с аммиаком, который расположен на сегменте Р1 ферменной конструкции МКС. Аммиак используется на станции в качестве охлаждающей жидкости. Масса бака аммиака составляет около 800 кг (1800 фунтов). В модуле «Леонардо» расположены две стойки с научными приборами. В одной стойке размещены приборы, предназначенные для изучения физики жидкостей. В модуле «Леонардо» размещены также: холодильник, предназначенный для хранения экспериментальных материалов, и спальное место для экипажа МКС. До этого времени на станции имелось четыре спальных места: два в российском модуле «Звезда» и два в американском модуле «Гармония». Спальное место, доставленное на «Дискавери», временно размещено в японском модуле «Кибо». На шаттле доставлено более 700 кг (1600 фунтов) полезных грузов для обеспечения жизнедеятельности экипажа МКС. Кроме того, на станцию доставят около 2,8 тонн (6190 фунтов) запасных частей и оборудования, а также 2,7 тонн (6050 фунтов) расходуемых материалов. На станцию доставлены запасные части для системы регенерации воздуха в американском модуле «Дестини». Продолжительность полёта составила 13 суток 20 часов 54 минуты[4].

Общая продолжительность полётов в космос — 13 дней 20 часов 54 минуты.

## После полётов
Эрнандес покинул НАСА в 2011 году. В октябре 2011 года Эрнандес заявил, что по настоянию президента Барака Обамы, он будет работать агитатором за демократов в десятом избирательном округе Калифорнии, при выборах в Палату представителей США.

## Награды и премии
Награждён: Медаль «За космический полёт» (2009) и многие другие.